# Fame (dúo)

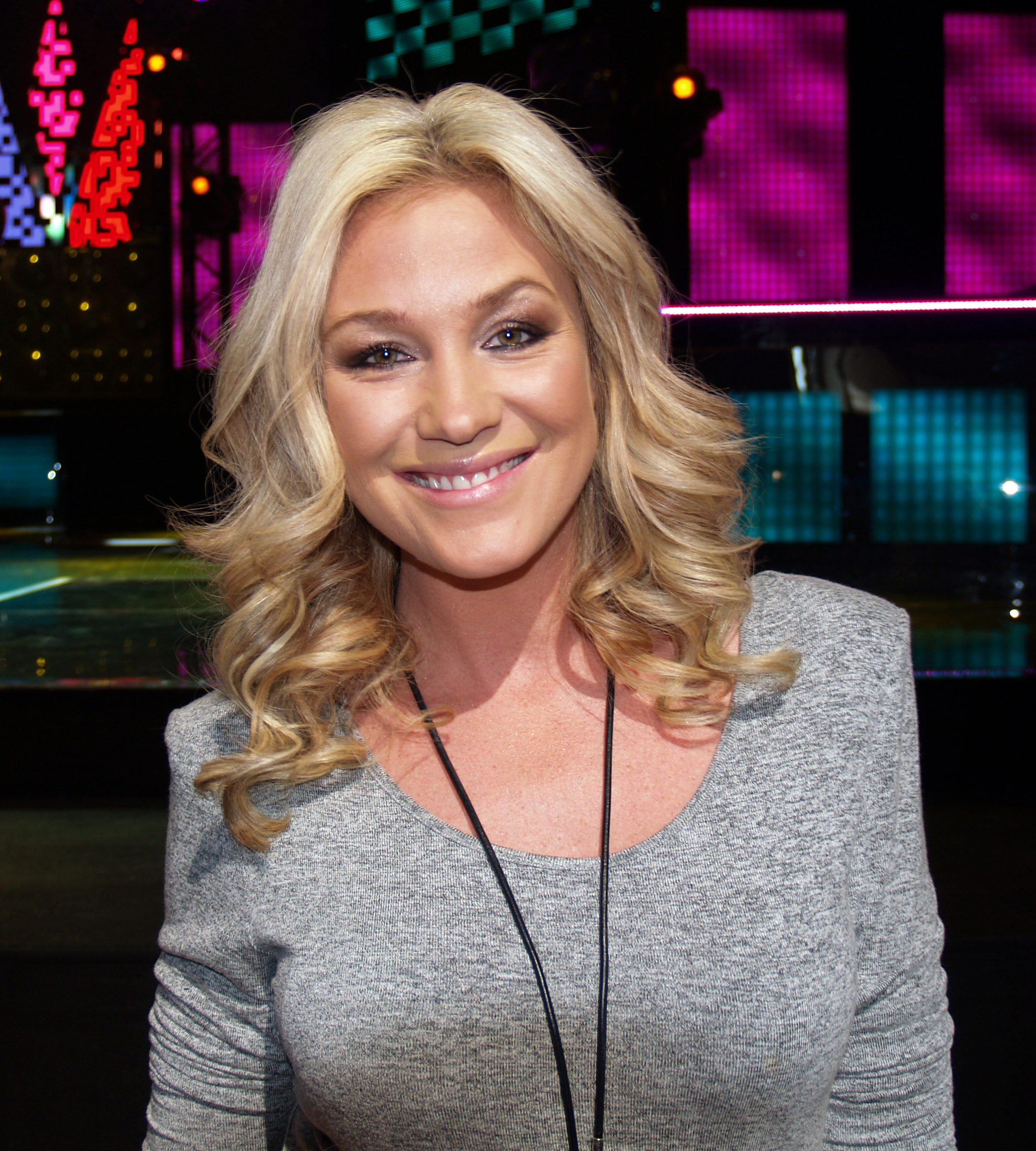
Jessica Andersson 2010

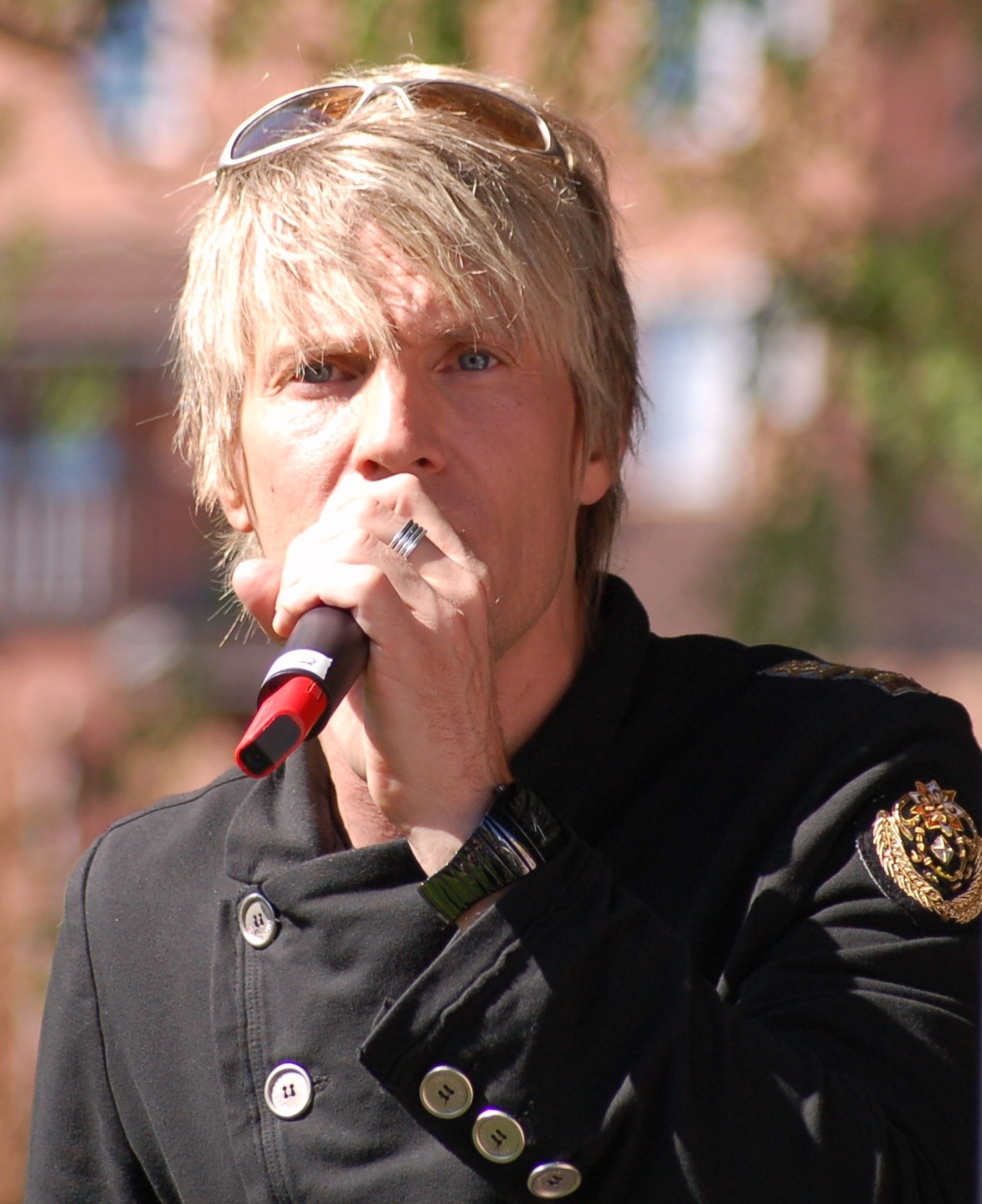
Magnus Bäcklund 2006

El dúo sueco Fame está formado por Jessica Andersson y Magnus Bäcklund, salidos de la primera edición del reality buscatalentos Fame Factory, en el que él ganó y ella abandonó a mitad por su embarazo. Posteriormente ganaron Melodifestivalen 2003 y se convirtieron en los representantes suecos en el Festival de Eurovisión 2003 celebrado en Riga con la canción schlager "Give Me Your Love", con la que a pesar de no entrar entre los favoritos fueron quintos.

## Discografía

### Álbumes
- 2003 - Give Me Your Love

### Singles
- 2003 - Give Me Your Love #1 SE
- 2003 - Pop Into My Heart
- 2004 - The Way You Love Me
- 2004 - Vindarna Vänder Oss / The Wind Has Turned Around
- 2005 - Gjörda För Varandra
- 2006 - All In The Game (canción de Suecia en los Juegos Olímpicos de Invierno 2006)

### Discografía de Magnus Bäcklund

#### Álbumes
- 2006 - Never Say Never

#### Singles
- 2002 - Higher
- 2006 - The Name of Love
- 2006 - Say Your Goodbye

### Discografía de Jessica Andersson

#### Singles
- 2006 - Kalla Nätter
- 2006 - Du Får För Mig Att Du Förför Mig
- 2007 - Kom